# Glenys Kinnock
Glenys Elizabeth Kinnock, baronessa Kinnock z domu Parry (ur. 7 lipca 1944 w Roade w Northamptonshire, zm. 3 grudnia 2023 w Londynie) – brytyjska polityk i nauczycielka, od 1994 do 2009 deputowana do Parlamentu Europejskiego, następnie minister stanu, członkini Izby Lordów. Żona Neila Kinnocka.

## Życiorys
Absolwentka nauk o edukacji i historii na Cardiff University z 1965, rok później uzyskała dyplom nauczyciela, po czym pracowała w tym zawodzie w przedszkolach oraz szkołach podstawowych i średnich do 1994. Zaangażowała się jednocześnie w działalność krajowych i międzynarodowych organizacji społecznych. Została członkinią Królewskiego Towarzystwa Sztuk Pięknych, przewodniczącą organizacji One World Action oraz Walijskiej Rady Stowarzyszeń Wolontariuszy. Powoływana w skład komisji doradczych organizacji m.in. zajmujących się pomocą dzieciom i innych. Opublikowała prace naukowe poświęcone społeczeństwom Erytrei i Namibii.
W 1994 z listy laburzystów po raz pierwszy uzyskała mandat posłanki do Parlamentu Europejskiego. Z powodzeniem ubiegała się o reelekcję w kolejnych wyborach europejskich (w 1999 i 2004). Zasiadała w Grupie Socjalistycznej, pracowała głównie w Komisji Rozwoju.
Z PE odeszła na miesiąc przed końcem VI kadencji. W czerwcu 2009 została ministrem stanu ds. Europy w ramach Foreign and Commonwealth Office w rządzie Gordona Browna. W październiku tego samego roku objęła stanowisko ministra stanu ds. Afryki i Narodów Zjednoczonych, które zajmowała do maja 2010.
W czerwcu 2009 została parem dożywotnim z tytułem baronessy Kinnock of Holyhead, zasiadając w Izbie Lordów.